# Otto Froitzheim
Otto Froitzheim (* 24. April 1884 in Straßburg; † 27. Oktober 1962 in Aachen) war ein deutscher Tennisspieler und Verwaltungsjurist. 1912 gewann er im Einzel und Doppel die Hartplatz-Weltmeisterschaften. Außerdem gewann er 1908 eine Silbermedaille bei den Olympischen Spielen und stand 1914 im Finale von Wimbledon.

## Privates
Froitzheims Eltern waren der Altphilologe Johann Froitzheim und seine ebenfalls katholische Ehefrau Katharina geb. Funck. Otto Froitzheim war 1924 kurz mit Leni Riefenstahl verlobt und hatte eine Affäre mit der Schauspielerin Pola Negri.

## Beruf
Nach seinem Abitur 1901 studierte Froitzheim an der Universität Straßburg Jura. 1902 unterbrach er sein Studium, um im 138. Infanterieregiment zu dienen. Nach dem Ende seines Militärdienstes studierte er 1903 an der Universität Bonn und wurde 1904 im Corps Teutonia Bonn aktiv. Im selben Jahr beendete er sein Studium und fing einen Job beim Zoll an. 1905 wurde er elsass-lothringischer Gerichtsreferendar. Seine weiteren Stationen waren Berlin, Dortmund und Saargemünd. 1918 nach Ende des Krieges war er im Regierungspräsidium Unterelsaß beschäftigt. Weil das Elsass von Frankreich annektiert wurde, zog Froitzheim nach Berlin und arbeitete dort für das Polizeipräsidium. Ab 1923 war er stellvertretender Polizeipräsident in Köln; im Herbst 1926 wurde er zum Polizeipräsident in Wiesbaden ernannt. Als die Nazis an die Macht kamen, wurde er zum Rücktritt gezwungen. Zum 1. Mai 1933 trat Froitzheim der NSDAP bei (Mitgliedsnummer 2.758.867). Durch Hermann Göring, der die Tenniskarriere Froitzheims bewunderte, wurde er zum 1. März 1933 Vizepräsident in Merseburg, danach bis 1939 Vizepräsident in Aachen.
1932 übernahm Froitzheim den Vorsitz beim Wiesbadener Tennis- und Hockey-Club, den er durch seinen berufsbedingten Umzug noch im selben Jahr wieder aufgeben musste. 1949 kehrte Froitzheim nach Wiesbaden zurück und nahm wieder am Wiesbadener Tennisleben teil, unter anderem als Oberschiedsrichter.

## Tenniskarriere

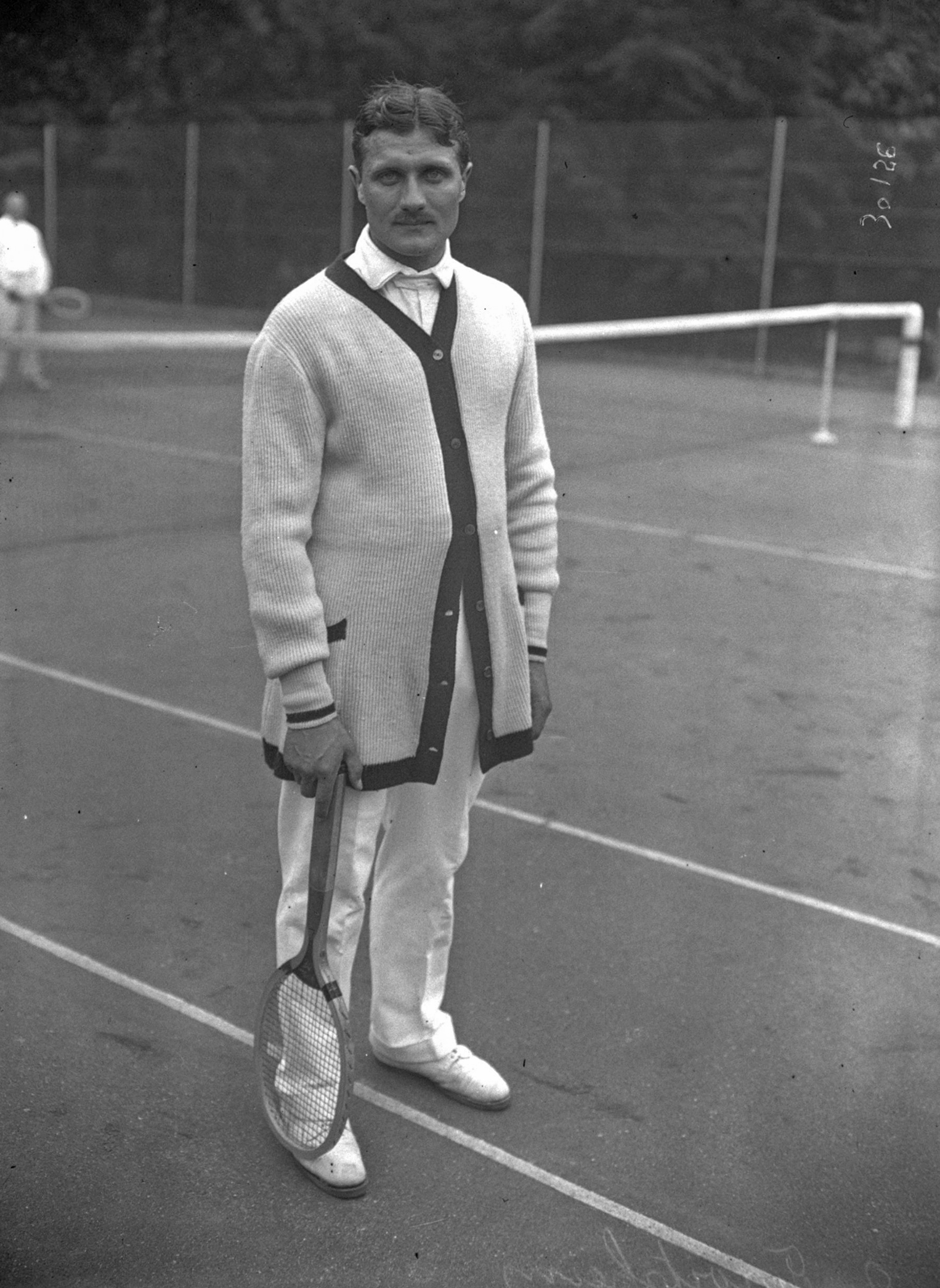
Otto Froitzheim im Jahr 1913

Froitzheim war Anfang des 20. Jahrhunderts der beste deutsche Tennisspieler und gewann zwischen 1907 und 1925 sieben Mal den Titel bei den internationalen deutschen Tennismeisterschaften – im Doppel gewann er 1907, 1911, 1922 und 1925. Er gewann die Silbermedaille bei den Olympischen Spielen 1908 im Einzel auf Freiplatz. Im Finale verlor er dort gegen Josiah Ritchie. 1912 gewann er im Einzel und Doppel die Hartplatz-Weltmeisterschaften. 1913 spielte Froitzheim die erste von fünf Begegnungen im Davis Cup; er gewann insgesamt nur eines seiner neun Matches. 1914 spielte er in New York in der deutschen Davis-Cup-Mannschaft gegen die US-amerikanische Davis-Cup-Mannschaft und das gemischte Team aus Australien und Neuseeland. Denkwürdig war das Spiel gegen die Australier und Neuseeländer; denn während das Match lief, das die deutsche Mannschaft mit 0:5 verlor, brach der Erste Weltkrieg aus. Auf der Rückfahrt mit einem italienischen Schiff nach Genua wurde dieses von einer britischen Patrouille gestoppt. Froitzheim und Oscar Kreuzer wurden interniert und verbrachten den Ersten Weltkrieg in einem englischen Internierungslager.
Nach dem Krieg gewann er noch vier seiner sieben Titel in Hamburg. 1927 konnte er mit 43 Jahren noch das Viertelfinale der French Open erreichen. In den 1920er Jahren spielte er für den TC Palmengarten in Frankfurt.